# Хыдыров, Ахлиман Мехман оглы
Ахлиман Мехман оглы Хыдыров (азерб. Xıdırov Əhliman Mehman oğlu; род. 1975) — судья Верховного суда Азербайджана.

## Биография
Родился в 1975 году. В 1997 году окончил юридический факультет университета Мармара.
С 1999 по 2000 год являлся советником председателя, с 2000 по 2007 год — начальником отдела Верховного суда Нахичеванской АР.
С 28 июля 2007 года по 2017 год являлся судьёй, с 14 октября 2017 года по 2018 год председателем Кенгерлинского районного суда Нахичеванской АР.
Со 2 ноября 2018 по 2020 год являлся судьёй, с 1 января 2020 года по 2022 год председателем коммерческой коллегии Верховного суда Нахичеванской АР.
Судья коллегии по гражданским делам Верховного суда Азербайджана (с 23 декабря 2022).

## Награды
- Медаль «Прогресс» (11 февраля 2023)[8]